# Kopalnia haloizytu w Duninie
Kopalnia haloizytu w Duninie – jedyna w Polsce kopalnia haloizytu, eksploatująca jedno z największych na świecie złóż tego minerału, zlokalizowana w Duninie (powiat legnicki), na południe od wsi, przy lokalnej drodze w kierunku Święcian, w wąskiej dolinie rzeki Nysy Szalonej blisko jej ujścia do Kaczawy. Nagromadzenie haloizytu koło Dunina ma charakter pokrywy zwietrzelinowej powstałej wskutek chemicznego wietrzenia bazaltów i bazaltowych brekcji bazaltowych. Do wietrzenia tych skał doszło w neogenie.    
Złoże eksploatowane jest odkrywkowo od 1998. Zasoby haloizytu szacowane są na ponad 10 milionów ton. Występują w nim głównie nanorurki (HNT) oraz  nanopłytki (HNP) haloizytowe. Złoże jest jednorodne pod względem składu.
Oprócz dunińskiej, istnieją tylko dwie kopalnie tego surowca na świecie (USA i Nowa Zelandia).